# Johan Christiaan Dijxhoorn
Johan Christiaan Dijxhoorn (Rotterdam, 24 februari 1862 – 's-Gravenhage, 21 mei 1941) was een Nederlands werktuigbouwkundig ingenieur, hoogleraar en rector magnificus aan de Technische Hogeschool te Delft, en lid van de Provinciale Staten.

## Levensloop
Dijxhoorn was een zoon van Carel Dirk Hendrik Dijxhoorn (1817-1874) en Adriana Quirina Hendrika Kolff (1822-1882). Hij volgde een opleiding tot werktuigbouwkundig ingenieur aan de Polytechnische School te Delft, waar hij in 1883 zijn diploma behaalde.
Rond 1885 begon hij zijn carrière bij enige machinefabrieken in binnen- en buitenland, waar hij zich opwerkte tot in de functie van directeur. Op het laatste werkte hij op het Etablissement Fijenoord, een scheepswerf en machinefabriek gevestigd op het eiland Fijenoord, voor hij in 1899 werd aangesteld als professor in de werktuigbouwkunde aan de Polytechnische School te Delft als opvolger van Adrien Huet. In 1905 ging de Polytechnische School op in de Technische Hogeschool, en van 1916 tot 1919 was Dijxhoorn hier rector magnificus, als opvolger van Willem Karel Behrens.
Dijxhoorn was verder lid van de Provinciale Staten. In 1931 werd hij benoemd tot erelid van het Koninklijk Instituut van Ingenieurs (KIVI).
Nadat het Cruquius stoomgemaal in de Haarlemmermeer werd stilgelegd in 1933, zette hij zich in voor behoud van het complex als industrieel monument. Hiertoe schreef hij ook een boek over de werktuigen van het gemaal.

## Werk

### Werktuigbouwkunde aan de Polytechnische School te Delft
Naast Dijxhoorn waren er rond de eeuwwisseling twee andere hoogleraren in de Werktuigbouw aangesteld aan de Polytechnische School te Delft. Dit waren de spoorwegingenieur Isaac Franco (1868-1930), zelf afgestudeerd in Delft in 1890, en C.P. Holst Gzn. (1851-1928), een ingenieur uit de industrie. Zij waren in de plaats gekomen van de overleden professor Adrien Huet en de vertrokken professor J. Grundel. Ze werden belast met het onderwijs in de kennis der werktuigen.
Twintig jaar later, in 1920, waren er zestien hoogleraren in de faculteit der werktuigbouwkunde en scheepsbouw. Van de zestien waren er acht voor werktuigbouwkunde. Naast de oudgedienden Dijxhoorn en C. P. Hoist Gzn. waren dit Jacob Cornelis Andriessen, G. Brouwer, A.D.F.W. Lichtenbelt, P. Meyer, Frans Westendorp (spoorwegmateriaal, hefwerktuigen en transportinrichtingen), en C. M. van Wijngaarden.

### Gemalen
In 1900 werden schepraderen nog wel veel gebruikt, maar Dijxhoorn toonde aan dat dit eigenlijk nooit een goede keuze is. Rond die tijd werden vooral vijzelgemalen en centrifugaalpompen gebruikt. Voor grotere debieten is de centrifugaalpomp meestal de meest efficiënte oplossing. Maar Dijxhoorn laat zien dat dat dit niet altijd waar is. De efficiency van een centrifugaalpomp is vooral groot bij een vaste opvoerhoogte. Als de opvoerhoogte veel varieert, is het handig om naar andere systemen te kijken. Rond 1900 konden Nederlandse machinefabrieken zoals Stork, Werkspoor en Jaffa centrifugaalpompen met een capaciteit tot zo’n 400 m3/min maken. 
Voor Tacozijl (het latere Woudagemaal) adviseerde Dijxhoorn in eerste instantie centrifugaalpompen met dieselaandrijving. Later bleek voor de langere termijn een dieselaandrijving toch problematisch, wegens de sterk variërende dieselprijzen. De Eerste Wereldoorlog liet zien dat de leveringszekerheid en de prijs hiervan een probleem was, daarom is voor Tacozijl uiteindelijk toch gekozen voor stoomaandrijving. De leveringszekerheid van de brandstof was voor hem doorslaggevend. Een centrifugaalpomp met horizontale as is weliswaar het meest economisch, maar bij een debiet van meer dan 100 m3/min toch niet werkbaar omdat het schoepenrad dan te groot wordt. Door stoom aangedreven centrifugaalpompen met verticale as  zijn dan handiger. 
Dijxhoorn was een groot voorstander van het toepassen van nieuwe technieken, maar alleen als deze goed onderbouwd zijn en inmiddels ook in de praktijk bewezen. Zo was hij een sterke voorstander van elektrisch aangedreven gemalen, omdat die sneller in- en uitgeschakeld kunnen worden, betrouwbaarder zijn en minder onderhoud nodig hebben. Maar dan moet er wel een betrouwbare stroomleverancier zijn. Voor het gemaal bij Zoutkamp (dat later de naam De Waterwolf kreeg) adviseerde hij dan ook elektrische aandrijving, omdat er toen juiste in Groningen een nieuwe elektriciteitscentrale gereedgekomen was (de Helpmancentrale).

## Publicaties
- Lezing bij overdracht Rector Magnificusschap over polderbemaling.[6]
- De werktuigen van het stoomgemaal Cruquius van de Haarlemmermeer[7]
- Vermaarde constructeurs van scheepsmachines in Nederland 1825-1925.[8]

- International Standard Name Identifier: 0000 0003 9167 8206
- Nederlandse Thesaurus van Auteursnamen: 143807625
- Système universitaire de documentation: 250198282
- Virtual International Authority File: 285573260
- WorldCat: E39PBJxGVcbVyC7Pt946Wtptrq